# Gorgosaurus
Gorgosaurus (însemnând „șopârlă îngrozitoare”) este un gen de dinozaur teropod tiranosaurid care a trăit în vestul Americii de Nord în timpul Cretacicului târziu (Campanian), acum aproximativ 76,6-75,1  milioane de ani în urmă. Rămășițe fosile au fost descoperite în provincia canadiană Alberta și eventual în statul american Montana. Paleontologii recunosc doar specia tip G. libratus, deși alte specii au fost incluse în mod eronat în acest gen. 
Ca majoritatea tiranosaurizilor cunoscuți, Gorgosaurus era un biped prădător care la maturitate cântărea mai mult de două tone și măsura nouă metri lungime. Zeci de dinți mari și ascuțiți erau aliniați pe maxilare, în timp ce membrele anterioare, cu două degete erau relativ scurte. Gorgosaurus este strâns legat de Albertosaurus și mai îndepărtat de marele Tyrannosaurus. Fosilele de Gorgosaurus și Albertosaurus sunt extrem de similare, se  disting în principal prin diferențe subtile la dinți și  oasele craniului, ceea ce face ca unii experți să considere  G. libratus ca o specie de Albertosaurus; acest lucru ar face ca Gorgosaurus să fie un sinonim mai recent al acestui gen.